# Willie Betty Newman
Pour les articles homonymes, voir Betty et Newman.
Willie Betty Newman, née Willie Betty le 21 janvier 1863 à Murfreesboro dans l'État du Tennessee et morte le 6 février 1935 à Nashville dans le même État, est une peintre américaine, connue pour ses paysages, ses portraits et ses scènes de genre.

## Biographie
Willie Betty naît dans la plantation de Maple Grove (en) à Murfreesboro dans l'État du Tennessee en 1863. Son père, le colonel William Francis Betty, sert dans la Confederate States Army durant la Guerre de Sécession. Sa mère, Sophie Rucker, est la fille de Benjamine Rucker, le propriétaire de la plantation qui avait sous sa coupe deux cent esclaves. Elle étudie au Soule College de Murfreesboro et au Greenwood Seminary de Lebanon, avant de commencer sa formation artistique à la Art Academy of Cincinnati à Cincinnati dans l'État de l'Ohio auprès du peintre Thomas Satterwhite Noble. En 1881, elle épouse J. Warren Newman, dont elle divorce peu après leur mariage. Elle termine sa formation artistique en France au sein de l'Académie Julian à Paris, où elle a pour professeurs les peintres William Bouguereau, Jean-Paul Laurens, Tony Robert-Fleury et Benjamin Constant. En France, elle se spécialise dans la représentation de la vie paysanne et le portrait et participe au Salon des artistes français de 1891 à 1900. Lors de son séjour à Paris, le peintre Richard Hall (en) réalise son portrait. Elle effectue également plusieurs séjours dans la région de la Bretagne.
Elle rentre aux États-Unis en 1900 et s'installe à Nashville, où elle ouvre un studio dédié à la réalisation de portraits. Elle réalise notamment ceux des hommes politiques James B. Frazier (en), Ben W. Hooper (en) et John P. Buchanan, du journaliste John Trotwood Moore (en) et de l'homme d'affaires James Erwin Caldwell (en). Elle a également peint les portraits posthumes de James K. Polk et John Bell pour le Capitole des États-Unis. Au cours de sa carrière, en plus des portraits et des scènes de genre, elle a également peint des paysages et des natures mortes. Elle meurt à Nashville en 1935.
Ces œuvres sont notamment visibles ou conservées au Capitole des États-Unis de Washington, au Tennessee State Museum (en) et au Cheekwood Botanical Garden and Museum of Art (en) de Nashville et au Morris Museum of Art (en) d'Augusta.

## Œuvres

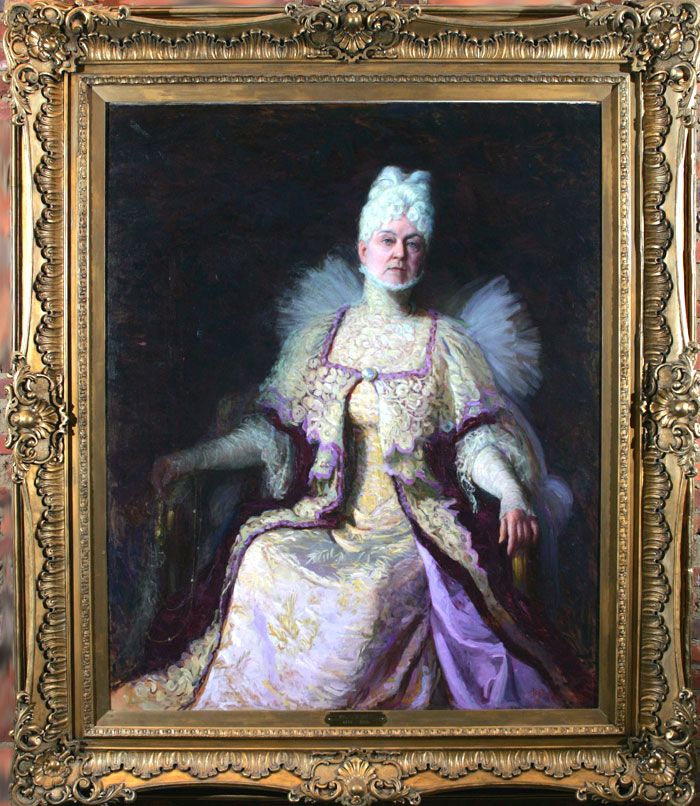
Portrait of Anna Virginia Russell Cole, sans date
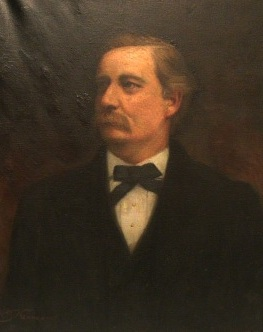
Portrait of John P. Buchanan, sans date
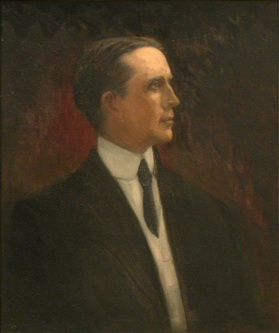
Portrait of Ben W. Hooper (en), sans date
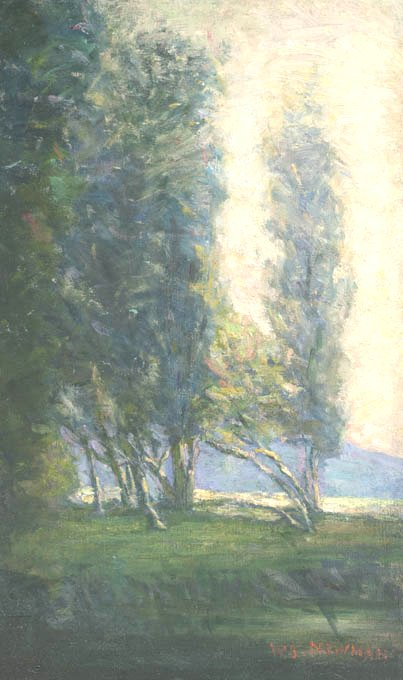
French Poplar Trees in the Mist, vers 1900